# Ceratostylis triloba
Ceratostylis triloba är en orkidéart som beskrevs av Rudolf Schlechter. Ceratostylis triloba ingår i släktet Ceratostylis och familjen orkidéer. Inga underarter finns listade i Catalogue of Life.